# 1894 en littérature
| Années de la littérature : 1891 - 1892 - 1893 - 1894 - 1895 - 1896 - 1897    |
| Décennies de la littérature : 1860 - 1870 - 1880 - 1890 - 1900 - 1910 - 1920 |

Cet article présente les faits marquants de l'année 1894 en littérature.

## Essais
- Les Règles de la méthode sociologique, d’Émile Durkheim.
- Publication du volume III du Capital, de Karl Marx, publié par Friedrich Engels.
- Alfred Binet, Psychologie des grands calculateurs et des joueurs d'échecs, Paris, éditions Hachette (lire en ligne)
- Benjamin Kidd, L’Évolution Sociale, qui célèbre les vertus de la race anglaise et sa mission civilisatrice.
- Paul Lacombe, De l’histoire considérée comme science, Hachette et Cie
- M. Bienaymé et R. de Carfort, Voyage de "La Manche" à l'île Jan Mayen et au Spitzberg (juillet-août 1892), Ernest Leroux, 23 pl. + 268, in-quarto (lire en ligne)

## Poésie
- Sous le ciel nordique, de Constantin Balmont.
- Publication du recueil les Symbolistes russes.

## Romans

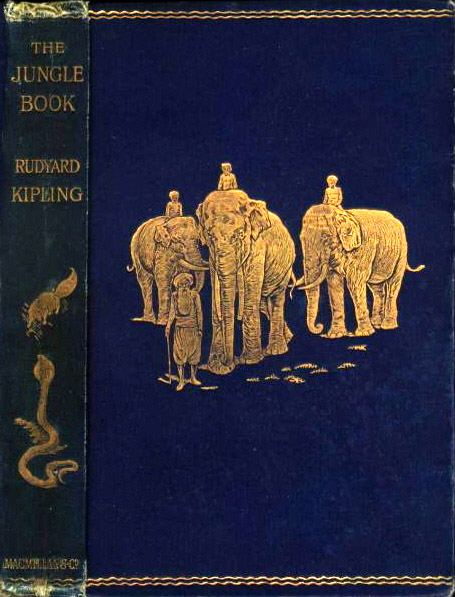
Le Livre de la jungle : couverture de l'édition originale, publiée en 1894 par Macillan et illustrée par John Lockwood Kipling, le père de l'auteur.

- Rudyard Kipling, Le Livre de la jungle.
- Jules Renard, Poil de Carotte.
- Émile Zola, Lourdes, premier volume de la série Les Trois Villes.
- Anatole France, Le Lys rouge[1].

- L'écrivain polonais Henryk Sienkiewicz (1846-1916) publie Quo vadis ?
- Première traduction française publiée de Three men in a boat de Jerome K. Jerome, sous le titre Trois hommes dans un bateau, l'original ayant paru en anglais en 1889.
- Première édition de Lucien Leuwen, roman de Stendhal, dans un texte incomplet.

## Théâtre
- 21 mai :  Le Voile, pièce en un acte en vers, du poète symboliste belge d'expression francophone Georges Rodenbach (1855-1898) est joué à la Comédie-Française.

- Edmond Rostand, Les Romanesques

## Principales naissances
- 20 février : Jarosław Iwaszkiewicz, écrivain et dramaturge polonais († 2 mars 1980),
- 21 mars : Pablo de Rokha, poète chilien († 10 septembre 1968),
- 27 mai : Céline, écrivain français († 1er juillet 1961),
- 29 mai : Jānis Sudrabkalns, poète letton († 4 septembre 1975)
- 26 juillet : Aldous Huxley, écrivain britannique († 22 novembre 1963).

## Principaux décès
- 18 juillet : Leconte de Lisle, poète français, 76 ans
- 3 décembre : Robert Louis Stevenson, écrivain écossais, 44 ans